# Mycetophila pseudomarshalli
Mycetophila pseudomarshalli är en tvåvingeart som beskrevs av Tonnoir och Edwards 1927. Mycetophila pseudomarshalli ingår i släktet Mycetophila och familjen svampmyggor. Inga underarter finns listade i Catalogue of Life.